# Courcelles (Territoire de Belfort)
Courcelles – miejscowość i gmina we Francji, w regionie Burgundia-Franche-Comté, w departamencie Territoire de Belfort.
Według danych na rok 1990 gminę zamieszkiwało 106 osób, a gęstość zaludnienia wynosiła 20 osób/km² (wśród 1786 gmin Franche-Comté Courcelles plasuje się na 637. miejscu pod względem liczby ludności, natomiast pod względem powierzchni na miejscu 783.).